# Refugio (Teksas)
Refugio je gradić u američkoj saveznoj državi Teksas. Prema popisu stanovništva iz 2010. u njemu je živjelo 2.890 stanovnika.